# Schadewijk
Schadewijk is een gehucht in de Noord-Brabantse gemeente Eersel. Het gehucht ligt net ten zuidoosten van het dorp Eersel, nabij de N397.
Schadewijk ligt ten oosten van de kom van Eersel aan het dal van de Run.
Schadewijk wordt in de volksmond ook wel Schaak genoemd. Het staat bekend om "de kuil" wat een kleine vijver is tussen een driehoek van wegen, "de plaatse" genaamd. Het plein is omgeven door langgevelboerderijen, die echter in de huidige vorm niet oud zijn.

## Geschiedenis
Schadewijk is een van de oudste gehuchten van Eersel. Het komt voor in het Liber Aureus uit 1191. Dit boek claimt dat een zekere Engelbert in 712 een hoeve aan de geloofsverkondiger Willibrord zou hebben geschonken en dat deze de hoeve in 736 weer aan de Abdij van Echternach heeft geschonken. De bewoners waren dan ook tiendplichtig aan deze abdij.
In 1296 gaf hertog Jan II van Brabant de gemeenterechten op de woeste gronden uit aan de bewoners van Eersel. In 1924 werd de heide opgedeeld onder de inwoners.

## Musea
In Schadewijk bevindt zich Nationaal Varkensmuseum `t Rundal, waar de geschiedenis van de varkenshouderij is uitgebeeld. Tevens bezit het museum 3000 varkensbeeldjes en zijn er ook echte varkens te bezichtigen.
Hoofdplaats: Eersel      Overige dorpen: Duizel · Knegsel · Steensel · Vessem · Wintelre

Buurtschappen en gehuchten: Bijsterveld · Boksheide · De Hees · De Hoef · Donk · Driehuis · Driehuizen · Het Heike · Hoekdries · Hoogstraat · Kreiel · Maaskant · Meer · Meerven · Molenveld · Mosik · Mostheuvel · Rietven · Schadewijk · Scherpenering · Sneidershoek · Spijkert · Stevert · Stokkelen · Veneind · Wolfshoek

Voormalige gemeenten: Duizel en Steensel · Vessem, Wintelre en Knegsel

Noord-Brabant: Steden en dorpen      Nederland: Provincies · Gemeenten